# 工人革命运动
工人革命运动（葡萄牙语：Movimento Revolucionario de Trabalhadores）是巴西的一个托洛茨基主义组织。该组织成立于2015年。该组织在圣保罗大学以及圣保罗和里约热内卢的一些工会中开展活动。该组织的意识形态是共产主义、马克思主义、托洛茨基主义。该组织的政治立场是极左翼。该组织的青年翼是“街头青年”。该组织出版刊物《工人消息》。该组织是托洛茨基主义派—第四国际的支部。